# 東商企業・会員情報流出問題
『東商企業・会員情報流出問題』（とうしょうきぎょう・かいいんじょうほうりゅうしゅつもんだい）は東京商工会議所の会員企業の情報が事務局職員のパソコンから流出した問題。この流出が明らかになったのは2015年5月22日、公表し、警視庁に相談をしたのは6月10日だった。
流出した情報は、主に東京商工会議所の国際部という部署にて管理を行っていた、会員企業の社員の名刺に基づく情報、およそ3年分で、流出した個人情報は、1万2139人分にも及ぶ。しかも、一般の人も参加できるイベントを多く開いていて、今回の流出した情報が東京商工会議所の会員以外にも広がる可能性もある。